# Miki Kai
Kai Miki (三鬼 海, sinh ngày 19 tháng 4 năm 1993) là một cầu thủ bóng đá người Nhật Bản thi đấu cho Montedio Yamagata.

## Thống kê sự nghiệp

### Câu lạc bộ
Cập nhật đến ngày 23 tháng 2 năm 2018.
| Câu lạc bộ       | Mùa giải | Giải vô địch | Giải vô địch | Cúp1    | Cúp1      | Khác2   | Khác2     | Tổng    | Tổng      |
| Câu lạc bộ       | Mùa giải | Số trận      | Bàn thắng    | Số trận | Bàn thắng | Số trận | Bàn thắng | Số trận | Bàn thắng |
| ---------------- | -------- | ------------ | ------------ | ------- | --------- | ------- | --------- | ------- | --------- |
| Machida Zelvia   | 2011     | 5            | 0            | 0       | 0         | -       | -         | 5       | 0         |
| Machida Zelvia   | 2012     | 34           | 1            | 2       | 0         | -       | -         | 36      | 1         |
| Machida Zelvia   | 2013     | 22           | 0            | -       | -         | -       | -         | 22      | 0         |
| Machida Zelvia   | 2014     | 24           | 0            | -       | -         | -       | -         | 24      | 0         |
| V-Varen Nagasaki | 2015     | 27           | 0            | -       | -         | 1       | 0         | 28      | 0         |
| Machida Zelvia   | 2016     | 19           | 0            | -       | -         | -       | -         | 19      | 0         |
| Roasso Kumamoto  | 2017     | 21           | 0            | 2       | 0         | -       | -         | 23      | 0         |
| Tổng             | Tổng     | 152          | 1            | 4       | 0         | 1       | 0         | 157     | 1         |

1Bao gồm Cúp Hoàng đế Nhật Bản.
2Bao gồm J2/J3 Playoffs.